# Provinz Rieti
Die Provinz Rieti (italienisch Provincia di Rieti) ist eine italienische Provinz der Region Latium. Hauptstadt ist Rieti.
Die Provinz grenzt im Westen entlang des Tiber an die Provinz Viterbo und die Metropolitanstadt Rom, im Norden an Umbrien (Provinz Perugia und Provinz Terni), im Osten an die Marken (Provinz Ascoli Piceno) und an die Abruzzen (Provinz L’Aquila und Provinz Teramo). Das Gebiet der Gegend ist vorwiegend gebirgig.
Die Provinz Rieti wurde 1927 geschaffen.

## Größte Gemeinden
Mit über 3.000 Einwohnern.
(Stand: 31. Dezember 2023)
| Gemeinde            | Einwohner |
| ------------------- | --------- |
| Rieti               | 45.286    |
| Fara in Sabina      | 13.843    |
| Cittaducale         | 6411      |
| Poggio Mirteto      | 6124      |
| Borgorose           | 4198      |
| Montopoli di Sabina | 4066      |
| Magliano Sabina     | 3459      |
| Contigliano         | 3665      |
| Scandriglia         | 3227      |
| Forano              | 3229      |

Quelle: ISTAT